# فرنسيس إدغار وليامز
فرنسيس إدغار وليامز (بالإنجليزية: F.E. Williams)‏ (و. 1893 – 1943 م) هو عالم إنسان، ومصور أسترالي، توفي عن عمر يناهز 50 عاماً.

## التعليم
تعلم في كلية أوريل بجامعة أكسفورد، وتعلم في جامعة أديلايد
.

## جوائز
حصل على جوائز منها:

منحة رودس